# Василь Іванович (князь брянський)
Василь Іванович (*д/н — 1356) — великий князь Чернігівський та Брянський у 1352—1356 рок.

## Життєпис
Походив з смоленської династії Ростиславичів, які на початку XIV підпорядкували собі Брянськ. Син великого князя смоленського Івана Олександровича,  (за іншою версією, більш сумнівною, Романа Глібовича, тому також зветься Василь Романович). Про молоді роки відомостей мало. У 1352 році чернігівський і брянський князь, Дмитро Олександрович був вигнаний з князівства. Замість нього новим правителем стає Василь Іванович.
За його правління у Брянському князівстві постійно точилася боротьба пролитовської та промосковської партій. У 1355 році великий князь Литовський Ольгерд завдав поразки смоленським та брянським військам. За деякими відомостями навіть взяв Брянськ. Тому у 1356 році Василь Іванович відправився в Золоту Орду, де отримав від хана Джанібека ярлик на князювання. Ймовірно також хан надав князю військову підтримку. Втім, того ж року Василь Іванович помер, а у князівстві почалася відкрита боротьба між партіями. Цим скористався Ольгерд, що зайняв Брянськ та Чернігів.